# Pacific Rim Uprising
Pacific Rim Uprising is een Amerikaanse actie-sciencefictionfilm uit 2018, geregisseerd door Steven S. DeKnight. De film is het vervolg op Pacific Rim uit 2013. De film werd geproduceerd door Legendary Pictures en gedistribueerd door Universal Pictures/Warner Bros.

## Verhaal
Tien jaar na de overwinning op de Kaiju-monsters is het Jeager-programma Pan Pacific Defense Corps verbeterd in een krachtige wereldwijde verdedigingsmacht in geval de geschiedenis zich herhaalt. Een volgende generatie meldt zich bij de PPDC om de gevechtsrobots te dienen, voordat de mensheid opnieuw wordt bedreigd.

## Rolverdeling
| Acteur           | Personage            |
| ---------------- | -------------------- |
| John Boyega      | Jake Pentecost       |
| Scott Eastwood   | Nate Lambert         |
| Cailee Spaeny    | Amara Namani         |
| Burn Gorman      | Dr. Hermann Gottlieb |
| Charlie Day      | Dr. Newton Geiszler  |
| Jing Tian        | Liwen Shao           |
| Zhang Jin        | Marshal Quan         |
| Adria Arjona     | Jules Reyes          |
| Rinko Kikuchi    | Mako Mori            |
| Karan Brar       | Cadet Suresh         |
| Madeleine McGraw | jonge Amara Namani   |

## Productie
In februari 2016 werd Steven S. DeKnight aangekondigd voor de regie. De opnames van de film begonnen op 9 november 2016 in Australië. Oorspronkelijk was filmcomponist John Paesano toegewezen als vervanging voor Ramin Djawadi, componist van de eerste film. Op 24 januari 2018 werd echter aangekondigd dat Paesano was vervangen door Lorne Balfe.